# قتل‌های خیابان مورگ (فیلم ۱۹۳۲)
قتل‌های خیابان مورگ (انگلیسی: Murders in the Rue Morgue) فیلمی در ژانر جنایی و ترسناک به کارگردانی رابرت فلری است که در سال ۱۹۳۲ منتشر شد. از بازیگران آن می‌توان به بلا لاگوسی، سیدنی فاکس، لیون امس، برت روچ، چارلز گمورا و ارلن فرنسیس اشاره کرد.